# Adelencyrtus depressus
Adelencyrtus depressus är en stekelart som först beskrevs av Jean Risbec 1959.  Adelencyrtus depressus ingår i släktet Adelencyrtus och familjen sköldlussteklar. Inga underarter finns listade i Catalogue of Life.